# Paris la Défense
Paris la Défense – koncert Jeana Michela Jarre’a w podparyskiej dzielnicy La Défense z okazji 201. rocznicy zburzenia Bastylii, który odbył się 14 lipca 1990 roku o godzinie 22:30.
Był to jeden z największych koncertów Jarre’a, który dzięki ponad 2,5-milionowej publiczności ustanowił kolejny rekord Guinnessa.
Na koncercie zaprezentowano także utwory z najnowszego wówczas albumu Jarre’a, Waiting for Cousteau.

## Utwory odegrane podczas koncertu
- En Attendant Cousteau
- Oxygene 4
- Equinoxe 4
- Equinoxe 5 - poza emisją
- Souvenir of China
- Magnetic Fields 2
- Ethnicolor
- Zoolookologie
- Révolutions
- Rendez-Vous 2
- Calypso 2
- Calypso 3 (Fin de Siecle)
- Calypso
- Rendez-Vous 4 (bis) - poza emisją
- Calypso (bis) - poza emisją